# ماشین مجازی اسکواک
ماشین مجازی اسکواک٬ (به انگلیسی: Squawk virtual machine) ماشینی مجازی جاوا برای زبان جاواست که برای نگارش میکرو نوشته شده‌است. نگارش میکرو، در ارتباط با سیستم‌های تعبیه شده و دستگاه‌های کوچک کاربرد دارد. بسیاری از ماشین‌های مجازی‌ای که برای جاوا نوشته‌شده است از زبان‌های سطح‌پایین و بومیِ ماشین مانند سی / سی++ یا از زبان اسمبلی استفاده شده‌است. نکته‌ای که در ماشین مجازی اسکواک جالب توجه است آن است که این ماشین تماماً با زبان جاوا نوشته شده.() پیاده‌سازی با جاوا امکان استفادهٔ ساده و ایجاد کد قابل حمل و نیز یکپارچه‌سازی بی‌تفصی را برای استفاده کنندگان فراهم می‌آورد. این یکپارچه‌سازی شامل یکپارچه شدن ماشین مجازی و منابع برنامه از قبیل اشیا، نخ‌ها و سیتم‌عامل‌هاست.
- تا آنجا که ممکن است شبیه به ماشین مجازی جاواست
- هدف، دستگاه‌های کوچک و با منابع محدود است
- امکان توسعهٔ جاوا برای نگارش میکرو را فراهم می‌آورد.

برنامهٔ تحقیقاتی‌ای که برای این کار شروع شده بود از نام جیرجیرک (به انگلیسی: Squeak) (که نام برنامه‌ای هم هست) الهام گرفته و به نام اسکواک شهرت یافت. اسکواک از بعضی از ویژگی‌های نگارش میکروی جاوا ارث‌بری نموده. از این میان می‌توان به ویژگیِ اثر اندک در حافظه نام برد. این ماشین برای استفادهٔ ساده از وابستگی‌های خارجی توسعه یافته‌است. این سادگی باعث پدیدآمدن ویژگی قابل‌حمل بودن و نیز سادگی در اشکال‌زدایی و نگهداری شده‌است. در اسکواک یک یا چند برنامه می‌توانند به تنهایی در ماشین‌مجازی جاوای ممکن اجرا شوند. این بدان معناست که هر برنامه مستقل از سایر برنامه‌ها قابل اجراست.